# Saint-Crespin-sur-Moine
Saint-Crespin-sur-Moine är en kommun i departementet Maine-et-Loire i regionen Pays de la Loire i nordvästra Frankrike. Kommunen ligger i kantonen Montfaucon-Montigné som tillhör arrondissementet Cholet. År 2018 hade Saint-Crespin-sur-Moine 1 612 invånare.

## Befolkningsutveckling
Antalet invånare i kommunen Saint-Crespin-sur-Moine
| Referens: INSEE |